# بناة العراق
بناة العراق هم مجموعة متطوعين من الأطباء والصيادلة والمهندسين والعمال ورجال الأعمال والعديد من الأشخاص الآخرين من المجتمع العراقي يقفون جنبا إلى جنب مع العائلات الفقيرة المنسية والمهملة ضد الفقر وقسوة الحياة. الهدف الرئيسي لفريق بناة العراق هو إعادة بناء أسطح المنازل التي تحتوي على أمهات أرامل مع أيتام غير قادرين على تحمل تكاليف إصلاح وصيانة منازلهم. تأسس الفريق بعد العاصفة المطيرة الشديدة في بغداد في شتاء 2012. وهي جزء من جمعية التعاون الخيرية التي لها فروع مختلفة في العراق والشرق الأوسط.

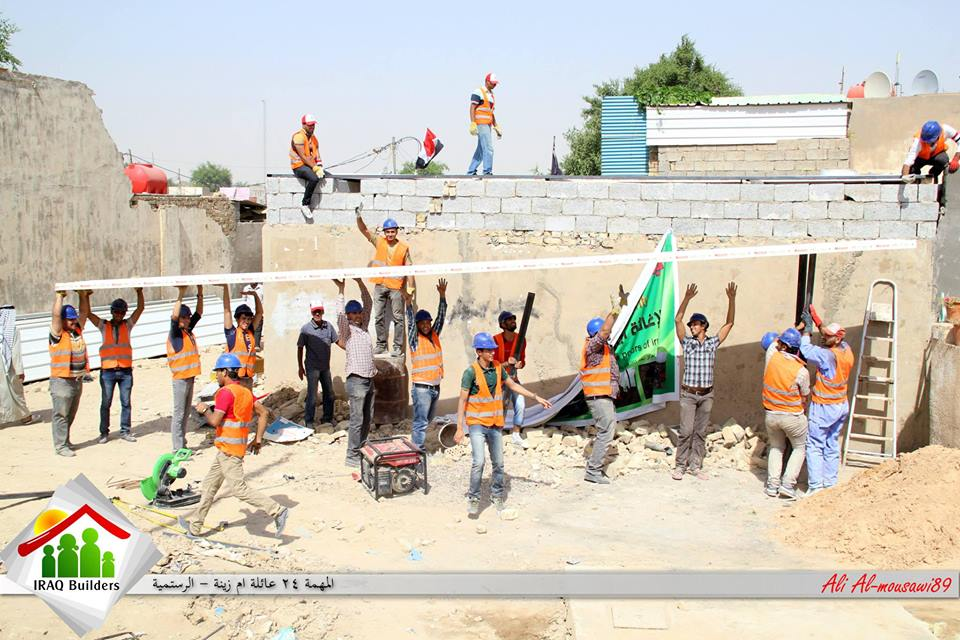
تظهر هذه الصورة متطوعي بناة العراق يعملون سويًا لإصلاح منزل أم زينة، وهي إمرأة هجرها زوجها بعد انفجار سيارة في بغداد

## البداية
«يمكن للأشخاص العاديين في الحياة الواقعية الذين لديهم حسابات نشطة في شبكات التواصل الاجتماعي القيام بتغييرات بطولية وإيجابية ضخمة في الحياة الواقعية!» تم إحياء هذه الفكرة من خلال مشروع IRAQ Builder، الذي يعتمد على استخدام منصات التواصل الاجتماعي وتطبيقات الهاتف المحمول ذات الصلة لتجنيد المتطوعين وجمع التبرعات للمبادرات التي تؤدي إلى تغيير إيجابي حقيقي داخل المجتمعات. تستهدف هذه المبادرات بشكل رئيسي الفئات المهمشة في المجتمع مثل الأسر المحرومة وذوي الاحتياجات الخاصة والنساء.

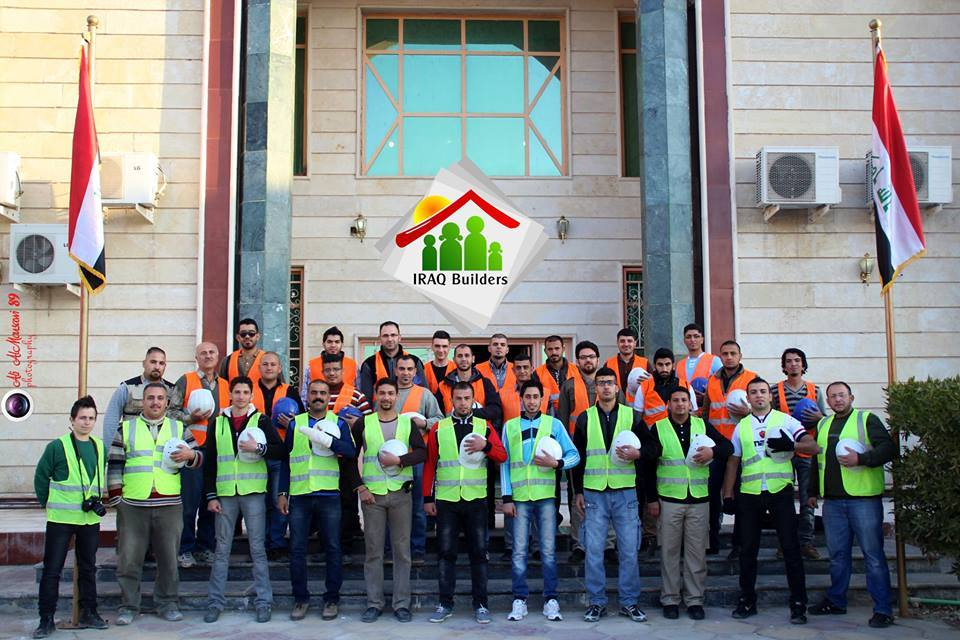
تُظهر هذه الصورة عددًا قليلاً من متطوعي بناة العراق قبل الذهاب إلى مهمة.

كان هناك أربعة متطوعين عندما تم إطلاق «بناة عراقيون» في مايو 2013. واليوم هناك أكثر من 200 عضو في بغداد، فضلا عن اثني عشر آخرين في محافظات الناصرية والنجف وميسان والسماوة والبصرة. ساعد بناة العراق مئات العائلات في العراق حتى الآن.

## الأسباب
1. صيانة واصلاح منازل العوائل الفقيرة في العراق.[6]
2. دعم الأطفال الأيتام في العراق.[6]
3. الاستجابة للكوارث الطبيعية في العراق.[6]

## الأهداف
1- مساعدة الاسر العراقية المحرومة وخاصة الاسر التي تعولها الارامل والمطلقات لتحقيق حياة كريمة من خلال:
- ترميم وصيانة منازل هذه العوائل بجهود المتطوعين.[7]
- توفير وظائف للأشخاص المسؤولين عن هذه العائلات من خلال تزويدهم بمبلغ من المال لفتح عمل يدر ربحًا كافيًا لتلبية احتياجاتهم الأساسية.
- تقديم الدعم المباشر للفئات المهمشة من خلال المساعدات المالية والإمدادات الغذائية وخدمات الرعاية الصحية.

2- مساعدة الأطفال الأيتام في الحصول على بيئة اجتماعية طبيعية بعيدة عن الحرمان، وتحدي التصور الاجتماعي الخاطئ عنهم باعتبارهم فقراء ومحتاجين. جزء من الجهود هو تحقيق ذلك من خلال العديد من الأنشطة الترفيهية التي ينظمها الفريق. على سبيل المثال، دعوات الغداء مع الأيتام، حيث يقوم كل متطوع بإحضار الطعام من منزله لمشاركته مع مجموعة من الأيتام في مقر الجمعية. نشاط آخر هو تنظيم رحلات ترفيهية ومسابقات رسم مشتركة بين المتطوعين والأيتام.
3-بث روح التطوع بين الشباب العراقي من خلال تشجيعهم على المشاركة في مثل هذه المشاريع ورفع وعيهم بالأهمية الأساسية لمساهمتهم في تغيير وضعنا الحالي في العراق إلى الأفضل.
4- تطبيق الاستخدام الجيد والبناء للشبكات الاجتماعية.
5- غرس التعاون الاجتماعي ومفاهيم الروح الوطنية كخطوات مهمة في مواجهة التحديات في مجتمعنا.

## إنجازات
1. قامت شركة IRAQ Builders ببناء أسقف جديدة لأكثر من 90 منزلاً في مدن مختلفة في العراق (حتى 5 سبتمبر 2015). أكثر من 60 في بغداد، و 20 في الناصرية (375كم جنوب بغداد) و 1 في البصرة (549كم جنوب بغداد) و 1 في النجف (161كم جنوب بغداد) 2 في العمارة (356كم جنوب بغداد) و 7 في السماوة (279كم جنوب بغداد).[8]
2. مهمة إنقاذ طارئة: تصريف المياه بعد عاصفة مطرية كبيرة في بغداد، 20 نوفمبر / تشرين الثاني 2013.[8]
3. تقديم خدمة رعاية صحية مجانية من قبل متطوعي الفريق الطبي في بغداد، 1 كانون الأول 2013.[8]
4. مهمة الإنقاذ الثانية في 1 ديسمبر 2013.[8]

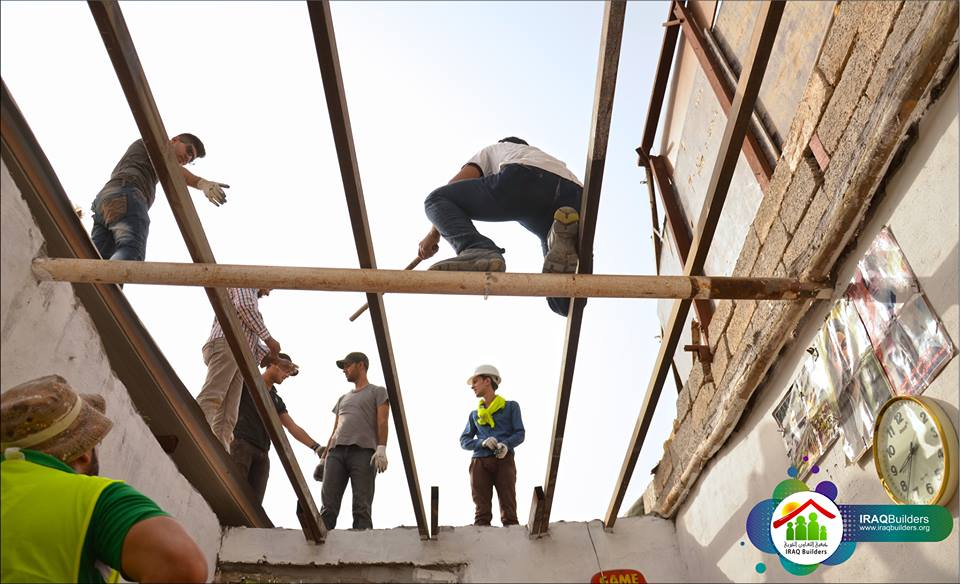
تُظهر الصورة بعض متطوعي بناة العراق يستعدون لتركيب سقف جديد لعائلة أبو أحمد ، التي عاشت في منزل متدهور بشكل خطير للغاية ، وهو في الواقع غير صالح للعيش في البداية. سقف منهار مع أرض منخفضة وجدت مياه الأمطار طريقها بسهولة لتغمر المنزل وتتغلغل فيه.

## روابط خارجية
- الموقع الرسمي
- جمعية التعاون الخيرية
- بناة العراق يحتفلون بمرور عام على ترميم المنازل حول بغداد ، تيد (مؤتمر) ، 8 مايو 2014.
- إعادة إعمار العراق، بيت واحد في كل مرة ، 15 مايو 2014
- تم اختيار قصة بناة العراق لتكون جزءًا من كتاب الصور المائة الأخرى ، 2014